# Herrarnas 10 000 meter i hastighetsåkning på skridskor vid olympiska vinterspelen 2006
Herrarnas 10 000 meter i skridskor vid de olympiska vinterspelen 2006 avgjordes den 24 februari på Oval Lingotto i Torino. Loppet vanns av Bob de Jong från Nederländerna.
Sexton skridskoåkare från åtta nationer deltog i tävlingen

## Rekord
Före tävlingen gällde följande världsrekord och olympiskt rekord:
| Världsrekord     | Chad Hedrick (USA)      | 12.55,11 | Salt Lake City, USA | 31 december 2005 |
| Olympiskt rekord | Jochem Uytdehaage (NED) | 12.58,92 | Salt Lake City, USA | 22 februari 2002 |

## Medaljörer
| Gren         | Guld                      | Guld     | Silver           | Silver   | Brons                        | Brons    |
| 10 000 meter | Bob de Jong Nederländerna | 13.01,57 | Chad Hedrick USA | 13.05,40 | Carl Verheijen Nederländerna | 13.08,80 |

## Resultat
| Placering | Par | Namn                      | Land          | Tid      | Tid bakom | Noteringar |
| --------- | --- | ------------------------- | ------------- | -------- | --------- | ---------- |
| 1         | 4   | Bob de Jong               | Nederländerna | 13.01,57 |           |            |
| 2         | 8   | Chad Hedrick              | USA           | 13.05,40 | +3,83     |            |
| 3         | 8   | Carl Verheijen            | Nederländerna | 13.08,80 | +7,23     |            |
| 4         | 4   | Øystein Grødum            | Norge         | 13.12,58 | +11,01    |            |
| 5         | 7   | Lasse Sætre               | Norge         | 13.12,93 | +11,36    |            |
| 6         | 2   | Ivan Skobrev              | Ryssland      | 13.17,54 | +15,97    |            |
| 7         | 5   | Sven Kramer               | Nederländerna | 13.18,14 | +16,57    |            |
| 8         | 6   | Enrico Fabris             | Italien       | 13.21,54 | +19,97    |            |
| 9         | 5   | Arne Dankers              | Kanada        | 13.23,55 | +21,98    |            |
| 10        | 6   | Johan Röjler              | Sverige       | 13.29,50 | +27,93    |            |
| 11        | 7   | Eskil Ervik               | Norge         | 13.37,62 | +36,05    |            |
| 12        | 3   | Ippolito Sanfratello      | Italien       | 13.41,91 | +40,34    |            |
| 13        | 1   | Stefano Donagrandi        | Italien       | 13.47,67 | +46,10    |            |
| 14        | 2   | Bart Veldkamp             | Belgien       | 13.48,12 | +46,55    |            |
| 15        | 1   | Charles Ryan Leveille Cox | USA           | 14.14,81 | +1:13,24  |            |
|           | 3   | Artjom Detysjev           | Ryssland      | DQ       |           | 1[›]       |